# William Biassi Nyakwe
William Biassi Nyakwe (* 23. Juni 1991 in Yaoundé), auch unter dem Namen William bekannt, ist ein kamerunischer Fußballspieler.

## Karriere
William Biassi Nyakwe stand von 2016 bis Ende 2017 beim Yadanarbon FC in Myanmar unter Vertrag. Wo er vorher gespielt hat, ist unbekannt. Der Verein aus Mandalay spielte in der ersten Liga, der Myanmar National League. 2016 wurde er mit dem Verein myanmarischer Fußballmeister. Für Yadanarbon absolvierte er mindestens 20 Erstligaspiele. 2018 wechselte er zum Ligakonkurrenten Shan United nach Taunggyi. Mit Shan wurde er 2018 Vizemeister. Ende 2018 wurde sein Vertrag nicht verlängert. Bis Mitte Mai 2019 war er vertrags- und vereinslos. Am 17. Mai wurde er von seinem ehemaligen Verein Shan United wieder unter Vertrag genommen. 2019 feierte er mit Shan seine zweite Meisterschaft. Für Shan bestritt er insgesamt 32 Erstligaspiele. Wo er von Januar 2020 bis April 2024 spielte, ist unbekannt. Im Mai 2024 unterschrieb er ein weiteres Mal einen Vertrag bei Shan United.

## Erfolge
Yadanarbon FC
- Myanmar National League: 2016

Shan United
- Myanmar National League: 2019